# Troina
Troina es una localidad italiana de la provincia de  Enna, región de Sicilia, con 9791 habitantes.

## Evolución demográfica
| Gráfica de evolución demográfica de Troina entre 1861 y 2020 |
|                                                              |
| Fuente: ISTAT                                                |